# همیشه قهرمان
همیشه قهرمان فیلمی به کارگردانی و نویسندگی عزیزالله بهادری محصول سال ۱۳۵۱ است.

## داستان
عوامل نایب خان مردی به نام عباسعلی (سامی تحصنی) را که اجاره خانهٔ پس افتاده اش را نپرداخته از خانه بیرون می‌اندازند. امیر (رضا بیک ایمانوردی)، فرزند نایب، جانب عباسعلی را می‌گیرد. عباسعلی بر اثر شکایت نایب خان به حبس می‌افتد و دخترش (فریبا فروهر)، که بیمار است، دچار حملهٔ قلبی می‌شود. امیر به کمک دوستش (سیدعلی میری) دختر بیمار را به بیمارستان می‌برد. نایب امیر را از ارث محروم می‌کند و پسرخوانده اش قاسم (هایک هوسپیان) ثروت او را صاحب می‌شود. امیر در کافهٔ اعتصام (جهانگیر فروهر) با شیرین (مرجان)، خوانندهٔ کافه، آشنا می‌شود و درمی یابد که قاسم درصدد اغفال او است. امیر برای تهیهٔ هزینهٔ مداوای دختر عباسعلی در یک مسابقهٔ کشتی کچ شرکت می‌کند و از رقیب چهره پوشیده اش، که همان قاسم است، شکست می‌خورد. امیر وانمود می‌کند که به شیرین علاقه دارد و به این ترتیب هزینهٔ مداوای دختربچه را از اعتصام دریافت می‌کند و شیرین را از خود می‌رنجاند. دختر سلامت خود را بازمی‌یابد. امیر یکی از کلیه‌هایش را به پدرش می‌بخشد و نایب خان پس از اطلاع فداکاری امیر حاضر می‌شود که ثروتش را به او ببخشد، اما امیر نمی‌پذیرد. دوست امیر قبل از مراسم ازدواج شیرین و قاسم موضوع را به شیرین اطلاع می‌دهد و همگی به دنبال امیر می‌روند و او را از ترک کردن شهر بازمی‌دارند. سرانجام با رضایت نایب عباسعلی هم از زندان آزاد می‌شود.

## بازیگران
- رضا بیک ایمانوردی
- مرجان
- علی میری
- هایک هوسپیان
- جهانگیر فروهر
- فریبا فروهر
- فرخ‌لقا هوشمند
- شهناز تهرانی
- عبدی
- سامی تحصنی
- علی دهقان
- حسین ملکی
- علی اکبر مهدوی فر